# Thermocyclops africae
Thermocyclops africae – gatunek widłonoga z rodziny Cyclopidae. Nazwa naukowa tego gatunku skorupiaków została opublikowana w 2001 roku przez zespół zoologów: Deo Baribwegure, Christa Thirion, Henri J. Dumont.